# Spedale della Ginestra
Lo Spedale della Ginestra si trovava a Ginestra Fiorentina una frazione del comune di Lastra a Signa.
Era un antico spedale di pellegrini istituito nel XVIII secolo, le ultime fonti conosciute risalenti al 1833 dicono che in quell'anno era diventato un oratorio sotto il titolo della S.S. Concessione della parrocchia della chiesa di San Martino a Carcheri.
Si trovava sul bivio tra la  strada maestra (attuale SP12) che costeggiava la riva destra del fiume Pesa con quella che saliva i poggi della Romola per entrare nel piano di Settimo.